# Krzysztof Falkowski (prawnik)
Krzysztof Falkowski (ur. 1972) – polski polityk, prawnik, w latach 2018–2020 prezes Agencji Mienia Wojskowego, w latach 2022–2024 prezes zarządu Poczty Polskiej.

## Życiorys
Ukończył studia prawnicze i politologiczne na Uniwersytecie Kardynała Stefana Wyszyńskiego oraz Uniwersytecie Warszawskim, jak również szereg studiów podyplomowych, m.in. w Wyższej Szkole Zarządzania i Przedsiębiorczości im. L. Koźmińskiego w Warszawie i w Akademii Marynarki Wojennej w Gdyni. Posiada dyplom MBA uzyskany w Wyższej Szkole Zarządzania i Finansów w Warszawie. Był zatrudniony w Urzędzie m.st. Warszawy dla Pragi-Północ jako naczelnik Wydziału Administracyjno-Gospodarczego i zastępca burmistrza, następnie jako zastępca dyrektora Centralnego Ośrodka Sportu w Warszawie. W latach 2008–2016 był kierownikiem Wydziału Zamówień Publicznych w Zakładzie Remontów i Konserwacji Dróg w Warszawie, później na stanowisku dyrektora Departamentu Zezwoleń i Koncesji w MSWiA (lata 2016–2018). Zasiadał w Radzie Gminy Brwinów z ramienia PiS. Zrzekł się mandatu w 2018. Od 2018 do 2020 pełnił urząd prezesa Agencji Mienia Wojskowego. Od 2020 był wiceprezesem do spraw infrastruktury w zarządzie Poczty Polskiej, zasiadając też w radzie nadzorczej tej instytucji. We wrześniu 2022 został prezesem zarządu Poczty Polskiej, zastępując Tomasza Zdzikota. W lutym 2024 został odwołany z tego stanowiska.

## Nagrody i wyróżnienia
- Medal „Pro Patria” (2023)[4].